# Пливање на Летњим олимпијским играма 2012 — 100 метара делфин за мушкарце
Пливачка трка на 100 метара делфин стилом за мушкарце на Летњим олимпијским играма 2012. у Лондону одржана је 2. августа (квалификације) и 3. августа (финале) на базену центра за водене спортове. Учествовало је укупно 44 такмичара из 37 земаља. Златну медаљу из Пекинга 2008. бранио је Американац Мајкл Фелпс.

## Освајачи медаља
|  | Резултат |  | Резултат |  | Резултат |
|  |          |  |          |  |          |
|  |          |  |          |  |          |

## Рекорди
Пре почетка олимпијских игара у овој дисциплини важили су следећи рекорди:
| Светски рекорд    | Мајкл Фелпс | 49,82 | Рим, Италија | 1. август 2009.  | [ 1 ] |
| Олимпијски рекорд | Мајкл Фелпс | 50,58 | Пекинг, Кина | 16. август 2008. | [ 2 ] |

## Учесници
Укупно 44 пливача из 37 земаља учествовало је у овој пливачкој дисиплини. Од тог броја њих 23 је изборило директан пласман испливавши квалификациону норму од 52,36 секунди. Међу њима је био и бразилски пливач Глаубер Силва који је накнадно дисквалификован због позитивног допинг налаза. Такмичари који су имали време боље од 54,19 (њих 18) су накнадно добили позив за учешће на играма. Преостале 4 квоте су додељене пливачки неразвијеним нацијама у виду специјалних позивница.
| Начин квалификације                   | Квота | Квалификанти |
| ------------------------------------- | ----- | --- |
| Олимпијска А норма 52,36              | 2     | Крис Рајт Џејден Хедлер |
| Олимпијска А норма 52,36              | 2     | Штефен Дајблер Бенјамин Старке |
| Олимпијска А норма 52,36              | 2     | Ентони Џејмс Мајкл Рок |
| Олимпијска А норма 52,36              | 2     | Такуро Фуџии Такеши Мацуда |
| Олимпијска А норма 52,36              | 2     | Јевгениј Коротишкин Николај Скворцов |
| Олимпијска А норма 52,36              | 2     | Милорад Чавић Иван Ленђер |
| Олимпијска А норма 52,36              | 2     | Мајкл Фелпс Тајлер Макгил |
| Олимпијска А норма 52,36              | 1     | Франсоа Херсбрант |
| Олимпијска А норма 52,36              | 1     | Кајо Алмеида |
| Олимпијска А норма 52,36              | 1     | Жу Ђијавеј |
| Олимпијска А норма 52,36              | 1     | Џејсон Данфорд |
| Олимпијска А норма 52,36              | 1     | Јоери Верлинден |
| Олимпијска А норма 52,36              | 1     | Конрад Черњак |
| Олимпијска А норма 52,36              | 1     | Чед Ле Клос |
| Олимпијска А норма 52,36              | 1     | Ларс Фрјоландер |
| Олимпијско квалификационо време 54,19 | 18    | Алберт Субиратс Матео Риволта Чанг Гју-Чеол Петер Манкоч Клемон Леферт Бенце Пулај Рајан Пини Динко Јукић Џо Барточ Симао Моргадо Шон Фрејжер Павел Санкович Бенјамин Хокин Џозеп Скулинг Витаутас Јанусаитис Стефанос Димитријадис Доминик Мештри Данијел Бел |
| Специјалне позивнице                  | 4     | Јевгениј Лазука Кхалид Алибаба Моханад Ал-Азави Софијан Елџиди |
| Укупно                                | 44    | |